# Ponte Libertador Generale San Martín
Il ponte Libertador Generale San Martín (in spagnolo: Puente Libertador General San Martín) è un ponte a sbalzo che attraversa il fiume Uruguay lungo il confine tra Argentina e Uruguay. Unisce la città argentina di Gualeguaychú, nella provincia di Entre Ríos, con quella uruguaiana di Fray Bentos, capoluogo del dipartimento di Río Negro.

## Storia
Nel 1960 i governi di Argentina e Uruguay costituirono la Comisión Técnica Mixta del Puente  per la realizzazione di un ponte sull'Uruguay. Il 17 ottobre 1967, a Montevideo, fu ratificato l'accordo per la costruzione del ponte. Nell'agosto 1972 fu firmato il contratto con il consorzio che aveva vinto l'appalto per la realizzazione dell'opera.
Il ponte fu inaugurato ufficialmente il 16 settembre 1976 ed intitolato all'eroe nazionale argentino José de San Martín.